# انفجار الدوحة 2004
هي عملية اغتيال لرئيس جمهورية الشيشان إشكيريا السابق سليم خان يندرباييف عن طريق تفجير قنبلة في سيارته يشتبه في أن من وضعها عملاء تابعين للاستخبارات الروسية وقع الحادث في 13 فبراير عام 2004 في العاصمة القطرية الدوحة وفارق الحياة في المستشفى، وأصيب ابنه داود 13 عام بجروح خطيرة.

## المشتبه بهم
لم يتضح في البداية من كان مسؤولاً عن الانفجار، ولكن الشكوك تنصب على وكالة الاستخبارات الخارجية الروسية رغم نفيها أي تورط في عملية الاغتيال. في اليوم التالي للهجوم قبضت السلطات القطرية على ثلاثة من الروس في السفارة الروسية بقطر وأطلق سراح واحد منهم السكرتير الأول للسفارة الروسية في قطر بسبب وضعه الدبلوماسي والباقيين وكلاء الاستخبارات الخارجية اناتولي وفاسيلي اتهموا في اغتيال يندرباييف وتهريب الأسلحة إلى قطر وقدموا إلى قطر من أجل جمع معلومات حول يندرباييف. وخلصت تحقيقات النيابة العامة القطرية إلى أن المتهمين تلقوا أوامر من سيرجي إيفانوف شخصياً للقيام بعملية الاغتيال.

## المحاكمة
في 30 يونيو عام 2004 حكم عليهم بالسجن مدى الحياة وذكر القاضي أنهم تصرفوا بناءً على أوامر من القيادة الروسية.

## العلاقات ما بين قطر وروسيا
تسبب الحكم في توتر العلاقة بين الدوحة وموسكو، وفي يوم 23 ديسمبر 2004 وافقت قطر على تسليم السجناء إلى روسيا حيث يمكن لهم قضاء عقوبة السجن هناك.تم ترحيلهم إلى روسيا وسلطات السجون الروسية ذكرت أن الحكم الصادر في قطر «ليس له صلة بروسيا» وبالتالي أطلق سراحهم وأختفوا عن الانظار.